# タイワンサソリモドキ
タイワンサソリモドキ（学名: Typopeltis crucifer）はクモ綱サソリモドキ目の動物の1種。この群では日本に産する2種の1つで、もう1種であるアマミサソリモドキとは以前は同一種とされてきた。この種が九州から奄美群島に分布するのに対して、本種は沖縄諸島以南に分布する。

## 特徴
体長はほぼ4 cm、全身がほぼ黒い。腹部後端には体長と同程度の長さのある細い鞭状の尾がある。それ以外の詳細についてはアマミサソリモドキの項を参照されたい。この2種は同族であり、また形態的にもごく類似しており、いくつかの区別点以外ではその形態がほぼ共通である。
性的二形は比較的明確で、それは同時にアマミサソリモドキとの区別点ともなっている。1つは鋏となっている触肢の形で、先端2節が鋏を構成するのに対して、第3節目からも内側に桿状突起がある。この突起が雌では棘状であるのに対して、雄では先端が広がっている。この突起がアマミサソリモドキでは細長くて触肢から離れる側に反るのに対して、本種では短くて触手の側に寄るように曲がる。
もう1つは腹部腹面前方にある生殖板で、雌ではこの部分が盛り上がり、一定の構造を持つ。この構造がアマミサソリモドキでは中央が環状になっているのに対して、本種ではそのようなものはなく、縦溝となっている。

## 分布
日本では琉球列島の沖縄諸島以南に分布し、他に国外で台湾から知られる。国内の分布をより詳細に見ると、北限は沖縄諸島の伊平屋島で、すぐ隣の伊是名島を飛ばして沖縄本島、石垣島、西表島、鳩間島、小浜島、与那国島となっている。なお、より北の奄美地方には別種のアマミサソリモドキがおり、その南限は伊平屋島を飛ばして伊是名島である。
上記分布域の内で個体数が特に多いのは石垣島と西表島で、西表島では50 mの方形区から16頭が発見されたことさえあるという。なお、この傾向は古くから知られ、江崎(1940)ではこの当時は上記2種が区別されていなかったものの、本種分布域では筆者が沖縄、石垣でのみ採集した経験があるという中で、石垣が遙かに多かったこと、更に西表は石垣よりもっと多いとの伝聞を記録している。

## 習性
習性もアマミサソリモドキとほぼ変わらず、刺激すると鞭状の尾を立て、刺激臭のあるガスを放出する。餌となる小動物として下謝名はオガサワラゴキブリ、マダラゴキブリ、カマドウマなどの昆虫、ヤスデ類、ムカデ類、それに陸産貝類も食べるとしている。
八重山において、交尾は3 - 4月に行われるようである。普段は明るい内は石の下などに隠れているものが、この時期には昼間も外で活動するのが見られる。雌雄はまず婚姻ダンスを行い、具体的には雄が雌の第1脚を触肢の鋏で挟んで、その状態で前後に歩き、あるいは雄が細長い第1脚で雌の生殖板を撫でる、といった行動が観察されている。それが終了すると交接が行われることになるようで、雄は雌に向かい合う方向で雌の体前部の上から掴み込むようにする。この時に雄は強大な鋏となっている触肢で雌の腹部前方を抱きしめる形となり、すると触肢第3節目にある環状突起が生殖孔に押し込まれ、生殖板を押し開くようになっており、これが精包を受け入れるのを容易にすると考えられる。
八重山での産卵期は6 - 7月で、雌は倒木や石の下などに径6 - 12 cm、深さ2 - 3 cmほどの産室を作り、この中で産卵する。卵は30 - 40個が白く薄い膜に包まれ、全体で径18 mm、厚さ10 mm程度の円盤状の卵嚢の形で生殖板の下に吊される。この膜は雌からの分泌液によって作られるようである。雌は卵嚢が地面に触れないように腹部を持ち上げて保護する。ふ化後の幼生はしばらくを雌成体の腹部背面で過ごす。
産卵数はこの種の方がやや少なく、平均で10個ほど少ない。

## 分類
上記のように、以前にはアマミサソリモドキと混同されてきた。現時点では日本にサソリモドキ類はこれら2種のみである。

## 利害
特に大きなものはない。ただし、サソリモドキ類から噴射される液体には酢酸を含むため軽度の皮膚炎を起こすことがある。刺激臭のする分泌液を出すことなどに関してはアマミサソリモドキの項も参照。